# USA Basketball Male Athlete of the Year
El USA Basketball Male Athlete of the Year (Atleta Masculino del Año del Baloncesto de EE. UU.) es un premio anual otorgado por USA Basketball que honra al mejor jugador de baloncesto masculino estadounidense durante la competencia internacional del año.
| Año  | Ganador                         | Ref.   |
| ---- | ------------------------------- | ------ |
| 1980 | Isiah Thomas                    | [ 1 ]  |
| 1981 | Kevin Boyle                     | [ 1 ]  |
| 1982 | Doc Rivers                      | [ 1 ]  |
| 1983 | Michael Jordan                  | [ 1 ]  |
| 1984 | Michael Jordan                  | [ 1 ]  |
| 1984 | Sam Perkins                     | [ 1 ]  |
| 1985 | Chuck Person                    | [ 1 ]  |
| 1986 | David Robinson                  | [ 1 ]  |
| 1987 | Danny Manning                   | [ 1 ]  |
| 1988 | Dan Majerle                     | [ 1 ]  |
| 1989 | Larry Johnson                   | [ 1 ]  |
| 1990 | Alonzo Mourning                 | [ 1 ]  |
| 1991 | Christian Laettner              | [ 1 ]  |
| 1992 | Equipo Olímpico de 1992         | [ 1 ]  |
| 1993 | Michael Finley                  | [ 1 ]  |
| 1994 | Shaquille O'Neal                | [ 1 ]  |
| 1995 | Ray Allen                       | [ 1 ]  |
| 1996 | Scottie Pippen                  | [ 1 ]  |
| 1997 | Earl Boykins                    | [ 1 ]  |
| 1998 | Elton Brand                     | [ 1 ]  |
| 1999 | Gary Payton                     | [ 1 ]  |
| 2000 | Alonzo Mourning                 | [ 1 ]  |
| 2001 | Chris Duhon                     | [ 1 ]  |
| 2002 | Reggie Miller                   | [ 1 ]  |
| 2003 | Tim Duncan                      | [ 1 ]  |
| 2004 | Sean May                        | [ 1 ]  |
| 2004 | Chris Paul                      | [ 1 ]  |
| 2005 | Shelden Williams                | [ 1 ]  |
| 2006 | Carmelo Anthony                 | [ 1 ]  |
| 2007 | Jason Kidd                      | [ 1 ]  |
| 2008 | Equipo Olímpico de 2008         | [ 1 ]  |
| 2009 | James Michael McAdoo            | [ 1 ]  |
| 2010 | Kevin Durant                    | [ 2 ]  |
| 2011 | Jabari Parker                   | [ 3 ]  |
| 2012 | LeBron James                    | [ 4 ]  |
| 2013 | Aaron Gordon                    | [ 5 ]  |
| 2014 | Kyrie Irving                    | [ 6 ]  |
| 2015 | Jalen Brunson                   | [ 7 ]  |
| 2016 | Carmelo Anthony                 | [ 8 ]  |
| 2016 | Kevin Durant                    | [ 8 ]  |
| 2017 | Jameel Warney                   | [ 9 ]  |
| 2018 | Reggie Hearn                    | [ 10 ] |
| 2019 | Robbie Hummel                   |        |
| 2020 | Sin premio debido a la COVID-19 |        |
| 2021 | Kevin Durant                    |        |
| 2022 | Cooper Flagg                    |        |
| 2023 | Koa Peat                        |        |
| 2024 | Stephen Curry                   |        |